# David Oberhauser
David Oberhauser (Bitche, Francia, 29 de noviembre de 1989) es un exfutbolista francés que jugaba de portero.

## Clubes
| Club                    | País    | Año       | Partidos | Goles |
| ----------------------- | ------- | --------- | -------- | ----- |
| A. C. Ajaccio           | Francia | 2009-2013 | 1        | 0     |
| UTA Arad                | Rumania | 2013      | 3        | 0     |
| F. C. Metz              | Francia | 2014-2017 | 21       | 0     |
| AO Platanias            | Grecia  | 2017-2018 | 2        | 0     |
| Gazélec Ajaccio         | Francia | 2018-2019 | 36       | 0     |
| Red Star F. C.          | Francia | 2019-2020 | 8        | 0     |
| Le Puy Foot 43 Auvergne | Francia | 2020-2021 | 13       | 0     |
| F. C. Metz              | Francia | 2021-2022 | 0        | 0     |
| U. S. Boulogne          | Francia | 2022-2024 | 18       | 0     |